# Battaglia di Balaklava
La battaglia di Balaklava o Balaclava (in russo Балаклавское сражение?, Balaklavskoe sraženie), combattuta il 25 ottobre 1854, fu un episodio della guerra di Crimea che vide le forze alleate del Regno Unito, della Francia, del Regno di Sardegna e dell'Impero ottomano contro l'Impero russo. Fu il primo dei due tentativi della Russia di rompere l'assedio di Sebastopoli, attaccando il campo britannico di Balaklava, importante base di rifornimento, e prendendo alle spalle le forze assedianti.
Nella battaglia si verificarono due famosi episodi della storia militare britannica: "la sottile linea rossa" (il 93º Reggimento di fanteria Highlanders rimase saldo di fronte a una carica della cavalleria russa) e "la carica della brigata leggera" o "Carica dei 600", quando la brigata leggera di cavalleria britannica, stretta sui fianchi dalla fanteria e artiglieria nemiche, caricò frontalmente una batteria russa.

## Forze in campo
Lord Raglan comandava l'esercito britannico, mentre il generale François Certain de Canrobert comandava quello francese. Il principe Aleksandr Sergeevič Menšikov comandava l'esercito russo, mentre l'attacco russo a Balaclava venne comandato dal suo secondo in comando, il generale Pavel Liprandi.
Il terreno di battaglia consisteva di due valli di prateria aperta, divise da basse colline e creste. La forza britannica era divisa tra le due valli, in quella meridionale si trovava la brigata pesante di cavalleria britannica (con i reggimenti 2° Dragoons Scots Greys, 6° Inniskilling Dragoons, 1° Royal Dragoons, 4° e 5° Dragoon Guards) al comando del generale James Yorke Scarlett (1799-1871), mentre in quella settentrionale si trovava la brigata leggera (con i reggimenti 4° e 13° Light Dragoons, 17° Lancers, e l'8° e 11° Hussars), al comando del generale James di Cardigan. A capo di tutta la cavalleria inglese era George Bingham, III conte di Lucan (1800-1888). Era presente anche una forza francese. Sulle alture della strada rialzata, correva la strada Woronzoff, importante perché collegava Balaklava alle fortificazioni di assedio intorno a Sebastopoli. Su di esse si trovavano sei ridotte sorvegliate da truppe turche e protette da cannoni navali da 12 libbre. Da notare che mentre il comandante in capo britannico lord Raglan trovandosi sulla cresta Sapounè aveva piena visuale del campo di combattimento, i comandanti della cavalleria trovandosi nelle valli avevano una conoscenza della situazione più limitata.
L'esercito russo era significativamente più numeroso di quello degli alleati, ma era ostacolato da una cattiva disciplina, cattivi comandanti e armi inferiori. Liprandi comandava direttamente una forza di 25 battaglioni di fanteria, 23 squadroni di cavalleria, 13 squadroni di cavalleria leggera cosacca e 60 cannoni. Ulteriori forze russe di appoggio si trovavano sulle colline di Fedyukhin al comando del generale Jabrokritski (7 battaglioni e 14 cannoni).

## Svolgimento
Liprandi varcò il fiume Cernaia, attraversando il ponte di Tractir e avanzando lungo la strada di Woronzoff verso le ridotte tenute dai turchi. La guarnigione della prima ridotta su Canroberts Hill cedette sottoposta a un pesante bombardamento e si diede alla fuga, emulata anche dalle guarnigioni delle altre ridotte. Le truppe russe irruppero quindi nella valle, trovandosi la via aperta verso l'accampamento britannico e con solo due brigate di cavalleria, il 93º Reggimento di fanteria Highlander e un piccolo gruppo di Royal marines (la fanteria della Royal Navy) a sbarrargli la strada. Lord Raglan richiamò delle divisioni di fanteria di guarnigione alle linee di assedio di Sebastopoli per supportare la cavalleria, queste però arrivarono ad azione finita.

Schema della battaglia: 1) Carica della brigata pesante, 2) Sottile linea rossa 3) Carica della brigata leggera 4) Carica degli Chasseurs d'Afrique

### La carica della brigata pesante

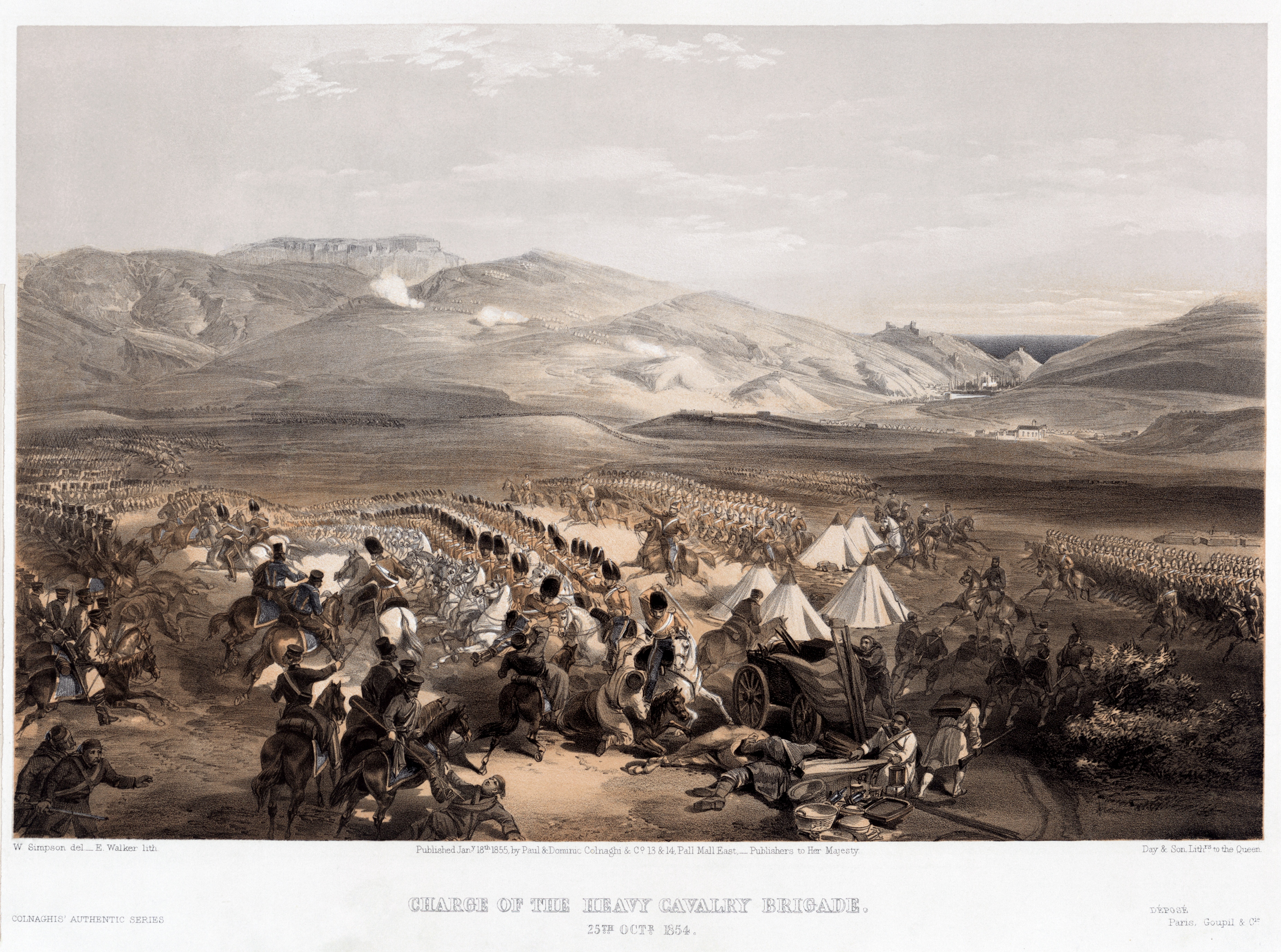
La carica della brigata pesante in una stampa di William Simpson

Mentre la fanteria e l'artiglieria russe occupavano le ridotte abbandonate dai turchi, una forza di 3 000 cavalleggeri russi avanzò dalla valle settentrionale verso le alture della strada rialzata muovendo verso la valle meridionale e dirigendosi verso Balaclava. Il generale James Scarlett stava avanzando nella valle meridionale con la sua cavalleria in due colonne formate dai Royal Scots Greys, dal 6º Reggimento Inniskilling Dragoons e dal 5° Dragoon Guards, seguiti a breve distanza dal 1° Royal Dragoons e dal 4° Dragoon Guards.
Le prime due colonne britanniche caricarono le forze russe formando due file, le forze russe si allargarono attendendo stazionarie l'arrivo della carica britannica e quindi cercando inizialmente di circondare gli attaccanti prendendole alle spalle. Mentre stava infuriando il combattimento arrivarono anche i Royal Dragon e il 4° Royal Dragon che colpirono le ali russe alle spalle. La cavalleria russa cedette e si ritirò risalendo il crinale della strada rialzata e sparendo nella valle settentrionale. Cardigan, rispettando l'ordine ricevuto di rimanere in posizione, non colse l'opportunità di caricare le truppe nemiche in fuga.

### La sottile linea rossa

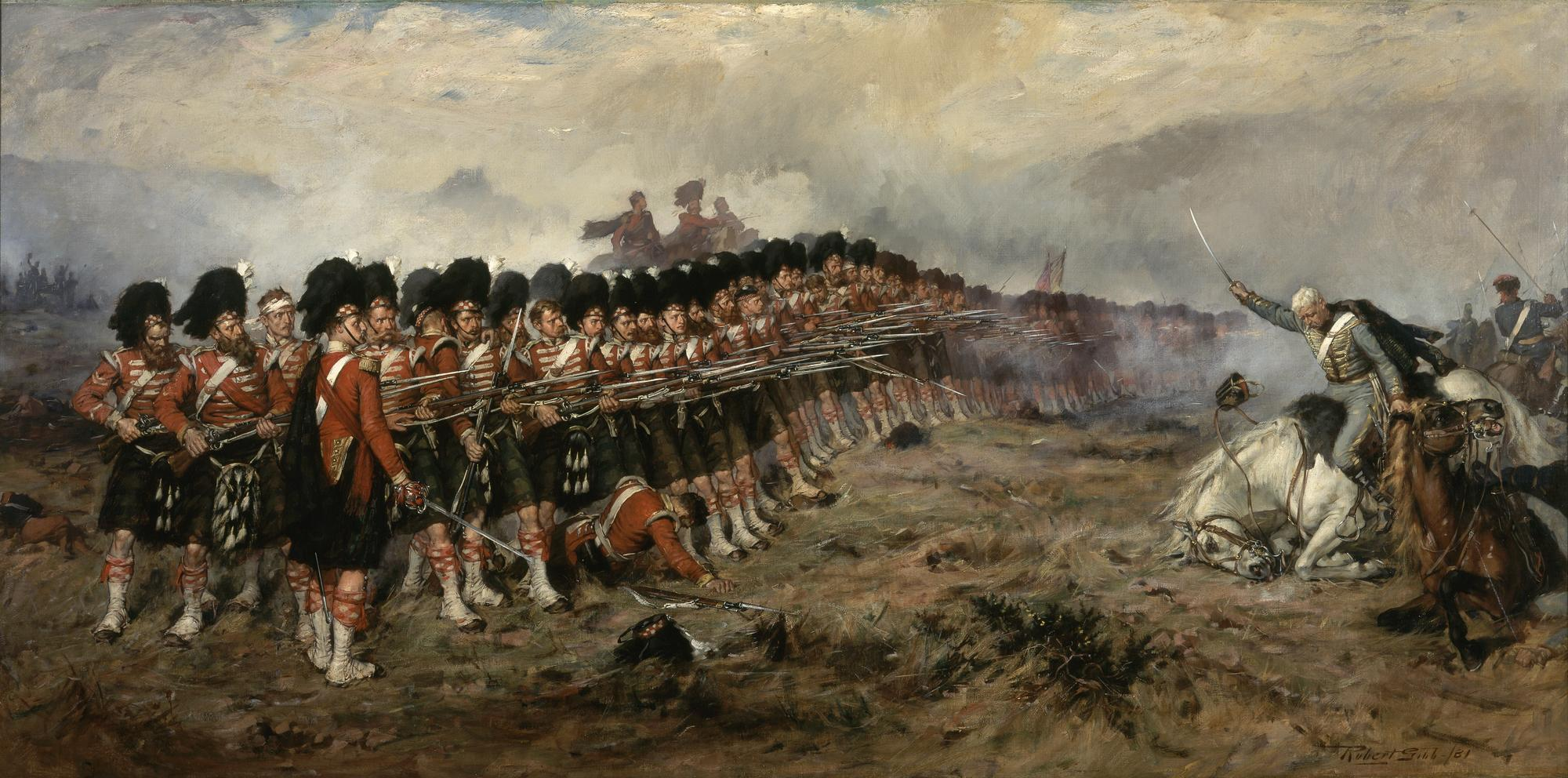
La "sottile linea rossa" in un dipinto di Robert Gibb del 1881

Mentre le due cavallerie si scontravano un gruppo di quattro squadroni russi si era staccato dal gruppo principale, puntando direttamente su Balaklava.
Sir Colin Campbell I barone Clyde (1792-1863) comandante del 93º Reggimento di fanteria Highlander dispose i suoi uomini in una linea profonda due uomini (la "sottile linea rossa"). La linea normalmente avrebbe dovuto essere profonda quattro uomini, ma per coprire l'accampamento questa aveva dovuto essere allungata. Pare che Campbell abbia detto ai suoi uomini «Da qui non c'è ritirata uomini. Dovete morire là dove vi trovate», al che il suo aiutante di campo John Scott replicò «Sì, sir Colin. Se è quello che serve lo faremo». Colin ordinò il fuoco una prima volta alla distanza massima, ma i Russi continuarono la carica, quindi attese fino a che non furono distanti meno di 50 metri prima di ordinare di fare fuoco per la seconda volta. Questa volta i russi ruppero la carica e si ritirarono.
Fu il corrispondente del Times William H. Russell che osservando l'azione dalla cresta di Sapouné coniò l'espressione "sottile linea rossa", quando scrisse che non poteva vedere nient'altro, tra i russi in carica e la base britannica di Balaklava, che una «thin red streak tipped with a line of steel» («un sottile nastro rosso da cui spuntavano punte d'acciaio»). Riassunta popolarmente in "la sottile linea rossa" la frase divenne un simbolo per indicare il sangue freddo dei soldati britannici.

### La carica della brigata leggera

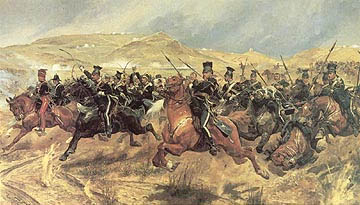
La carica della brigata leggera

Il comando britannico di lord Raglan, dal suo posto di osservazione si accorse che i russi sulle alture della strada rialzata stavano rimuovendo i cannoni navali posti nelle ridotte e catturati ai turchi. Poiché le due divisioni di fanteria non erano ancora arrivate, e le uniche truppe disponibili erano le due brigate di cavalleria, lord Raglan fece stilare dal brigadiere generale Airey il famoso ordine: «lord Raglan wishes the cavalry to advance rapidly to the front, follow the enemy, and try to prevent the enemy carrying away the guns. Horse artillery may accompany. French cavalry is on your left. Immediate.» («lord Raglan desidera che la cavalleria avanzi rapidamente, segua il nemico e tenti di impedirgli di portare via i cannoni. L'artiglieria a cavallo può accompagnarla. La cavalleria francese è alla vostra sinistra. Eseguite subito»).
L'ordine venne affidato al capitano Louis Edward Nolan del 15º Reggimento Hussars, che corse a cavallo lungo i sentieri scoscesi che conducevano alla valle per consegnarlo al marchese di Lucan, comandante della divisione di cavalleria. Questi, non comprendendo che l'ordine si riferiva alle ridotte occupate dai russi sul fianco destro (non visibili dalla sua posizione) chiese a Nolan a quali nemici e a quali cannoni si riferisse l'ordine. Questi, eccitato per la situazione che non lasciava tempo, rispose con insolita veemenza alzando il braccio in direzione dell'altra estremità della valle e dicendo «There is your enemy. There are your guns, my Lord.» («Là c'è il vostro nemico. Là ci sono i vostri cannoni, signore»). In fondo alla valle si trovava una batteria di quattordici cannoni russi dietro cui si era raggruppata la cavalleria russa respinta dalla carica della brigata pesante e dal 93° Highlander.
Intorno a questa oscura risposta di Nolan, che di fatto decretò il destino della Brigata Leggera, sono fiorite le ipotesi di molte generazioni di storici, taluni dei quali vi hanno ravvisato persino un intento canzonatorio all'indirizzo di Lucan, verso il quale Nolan, uomo sanguigno ed eccellente cavaliere, nutriva un notorio disprezzo.
Il marchese di Lucan, irritato dalla risposta di Nolan, ordinò al marchese di Cardigan di condurre alla carica la sua Brigata Leggera contro il fondo della valle: lui, Lucan, l'avrebbe seguito alla testa della Brigata Pesante. Dopo un breve alterco Cardigan ordinò alla sua brigata di montare in sella e la avviò al passo nella valle. Dal suo posto di osservazione il comando britannico assistette inorridito all'avanzata del marchese di Cardigan che condusse i suoi 673 (secondo alcune fonti 661) cavalieri nella valle, in mezzo alla fanteria, artiglieria e cavalleria russe che li circondavano sui fianchi dei monti. La prima fila era formata dal 13º Reggimento Light Dragoon (a destra) e dal 17° Lancers (a sinistra); in seconda linea cavalcava l'11° Hussars, in terza fila l'8° Hussars e il 4° Light Dragon. Il marchese di Lucan si mise al seguito con la brigata pesante ma si arrestò quando si rese conto dell'intensità distruttiva del fuoco russo che aveva incominciato a falcidiare i cavalleggeri, e lasciò che questi caricassero soli.
A un tratto il capitano Nolan, che si era unito ai ranghi del 17° Lancers poiché era amico dell'ufficiale che li comandava, cavalcò a briglia sciolta di fronte al marchese di Cardigan, piegando a destra e ondeggiando la spada come a invitare l'intera brigata a seguirlo. Egli urlò anche qualcosa all'indirizzo di Cardigan, forse per avvertirlo dell'errore, ma fu una delle prime vittime del fuoco russo: quindi non conosceremo mai le sue intenzioni. La Brigata Leggera s'inoltrò nella valle, lunga circa 2 km al trotto, per non stancare i cavalli in fase d'avvicinamento, la brigata leggera rimase sotto il fuoco dei russi sui fianchi della valle per diversi minuti, giungendo infine di fronte alla batteria che occupava la bocca della valle, che prese d'infilata la brigata.

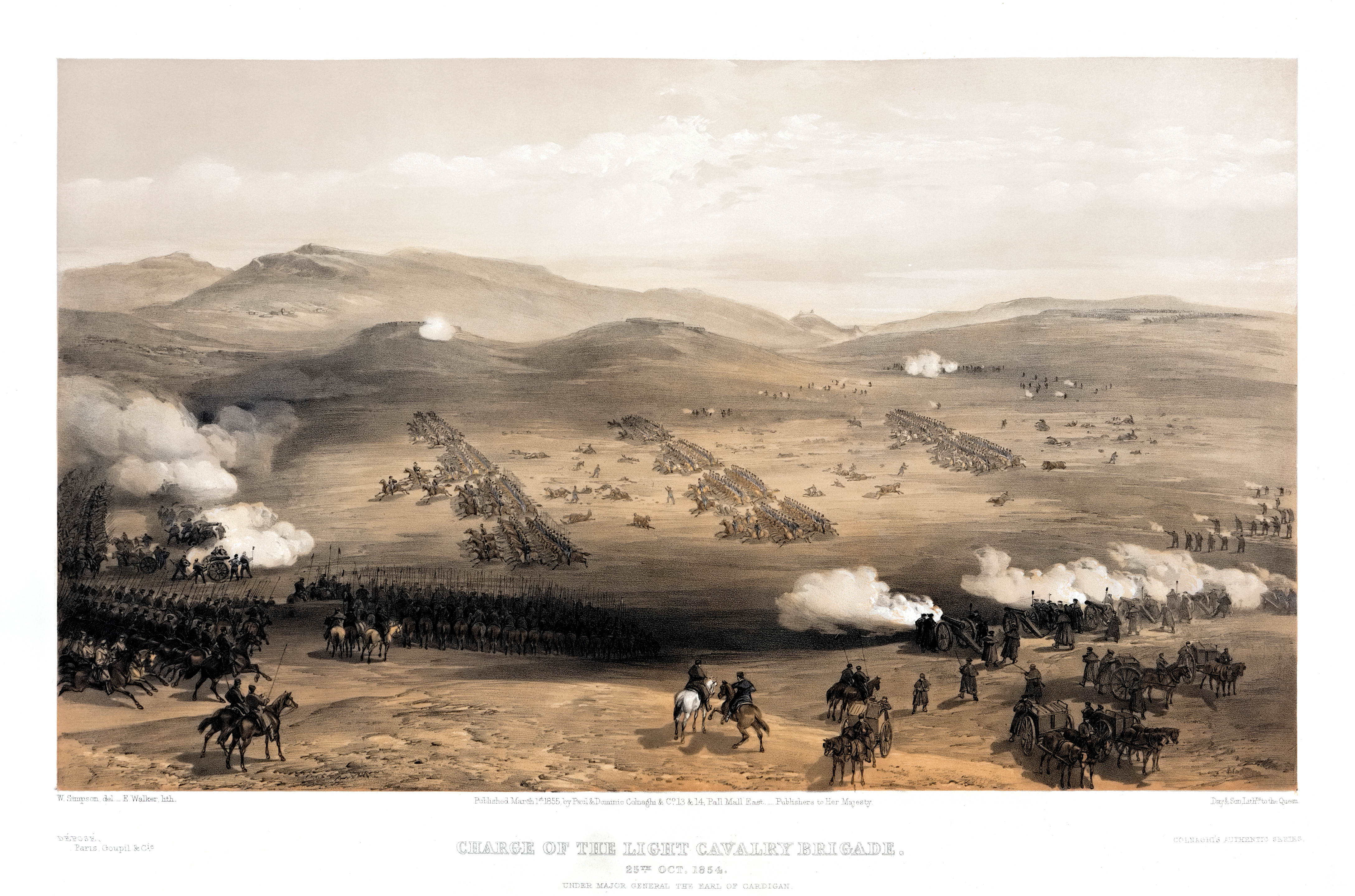
La carica vista dal punto di vista russo, di William Simpson, 1855

La brigata leggera riuscì comunque a caricare e ingaggiare le forze russe in fondo alla valle e a costringerle a ritirarsi dalla batteria. Il 13º Reggimento Light Dragoons e lo squadrone destro del 17° Lancers caricarono direttamente la batteria attaccando gli artiglieri, mentre lo squadrone sinistro del 17° Lancers caricò la cavalleria russa dietro di esso; infine l'11° Hussars caricò anch'esso la cavalleria, respingendola fino all'acquedotto. La brigata leggera venne ben presto costretta a ritirarsi, venendo attaccata durante il ritorno da elementi della cavalleria russa provenienti dai fianchi delle colline.
Nel frattempo la cavalleria coloniale francese, il 4° Chasseurs d'Afrique ruppe la linea russa sulle colline Fedyukhin e successivamente coprì i rimanenti elementi della brigata leggera mentre questi si ritiravano.
La valle venne soprannominata "Valle della Morte" dal poeta Tennyson, che compose il famoso poema The Charge of the Light Brigade. Il marchese di Cardigan sopravvisse alla battaglia, e anni dopo descrisse lo scontro in un discorso alla Mansion House a Londra, citato alla Camera dei Comuni:
(Hansard — col. 1310 - Camera dei Comuni 29 marzo 1855)
La brigata leggera subì pesanti perdite ma non venne completamente distrutta: contò circa 118 morti, 127 feriti e 362 cavalli persi. Dopo essersi raggruppati, solo 195 uomini erano ancora a cavallo. L'incoscienza dell'azione e la sua audacia sconsiderata spinsero il maresciallo di Francia Pierre Bosquet ad affermare:
(Pierre Bosquet)
Si dice che i comandanti russi abbiano inizialmente creduto che i soldati britannici fossero ubriachi. La reputazione della cavalleria britannica venne considerevolmente migliorata in conseguenza di questa carica, ma non si può dire lo stesso di quella dei suoi comandanti.
Nonostante l'arrivo dei rinforzi di fanteria inglese, non vennero intraprese ulteriori azioni e ai russi rimase il controllo delle alture e della strada.

## Conseguenze
La battaglia terminò senza risultati. Entrambe le parti mantennero il controllo dei cannoni e delle posizioni iniziali, i britannici persero un totale di circa 250 uomini, mentre le perdite russe furono stimate in diverse centinaia.
Già la sera stessa della battaglia si sviluppò un violento stato di tensione tra i generali inglesi coinvolti, in particolare tra lord Raglan e lord Lucan, che del resto si erano sempre detestati: tra i due si arrivò alle minacce. Tuttavia con il trascorrere delle ore a Raglan divenne sempre più chiara la necessità di non fare troppo rumore intorno all'accaduto, in modo che l'immagine dell'esercito non avesse a soffrirne in patria. Pertanto nel rapporto ufficiale inviato al Ministro della Guerra Raglan decise di mitigare i propri convincimenti intorno all'operato di Lucan, benché lo considerasse responsabile del disastro. A causa della lentezza nelle comunicazioni, la notizia della carica disastrosa non raggiunse il pubblico britannico prima di tre settimane. I dispacci dal fronte dei comandanti britannici vennero pubblicati in un'edizione straordinaria de The London Gazette il 12 novembre 1854.
Raglan dunque si guardò bene dall'evidenziare che Lucan aveva condotto un'operazione priva di senso, ed evitò d'indicarlo come il responsabile della distruzione della Light Brigade, asserendo vagamente che questi, sentitosi obbligato ad attaccare a tutti i costi per un'incomprensione degli ordini ricevuti, ordinò a Cardigan di caricare il fondo della valle con la sua Brigata Leggera. Questa versione dell'accaduto fece inferocire Lucan che, ritenendo di aver solo obbedito a un ordine esplicito, si sentì un ingiusto capro espiatorio. Egli, uomo notoriamente di pessimo carattere e tutt'altro che arrendevole, profondamente convinto delle proprie ragioni, sollevò un vespaio di polemiche scrivendo anche un'accorata difesa del proprio operato al Ministro della Guerra, non priva di critiche feroci ai colleghi generali.
Il risultato fu che, per ragioni di opportunità militare e politica, il marchese di Lucan venne richiamato in Inghilterra nel marzo 1855: del resto, con la sua filippica contro il proprio Comandante Generale non avrebbe avuto la minima possibilità di successo nel rigido ordinamento gerarchico inglese. Egli, tuttavia, continuò anche in patria la propria battaglia. La carica della brigata leggera divenne il soggetto di considerevoli controversie pubbliche. Rifiutò decisamente la versione di Raglan, definendola "un'accusa che si riflette seriamente sulla mia reputazione professionale". In uno scambio pubblico di lettere, pubblicate nelle pagine del The Times di Londra, il marchese di Lucan accusò lord Raglan e il suo aiutante di campo, il capitano Nolan, l'effettivo latore dell'ordine contestato. Il 19 marzo si difese in un discorso alla Camera dei lord.
Il marchese di Lucan non venne considerato colpevole: divenne un membro dell'Ordine del Bagno nel luglio dello stesso anno. Non partecipò più ad azioni di guerra, raggiunse il rango di generale nel 1865 e venne fatto Maresciallo di Campo un anno prima della morte. La carica della brigata leggera continua a essere considerata dagli storici come esempio perfetto di ciò che capita sul campo di battaglia in assenza di un'accurata strategia militare e di ordini chiari.
Cardigan, al rientro in patria, fu accolto come un eroe nazionale ma dopo alcuni mesi cominciarono a sorgere i primi dubbi sulla sua condotta in battaglia.

## Citazioni
- All'episodio bellico sono dedicati i film La carica dei seicento, del 1936, diretto da Michael Curtiz e interpretato da Errol Flynn e Olivia de Havilland e l'omonimo The Charge of the Light Brigade, tradotto in I seicento di Balaklava, diretto da Tony Richardson e interpretato da David Hemmings nella parte del capitano Nolan, del 1968.
- La canzone The Trooper del gruppo Heavy metal inglese degli Iron Maiden, è ispirata all'opera di Alfred Tennyson The Charge of the Light Brigade, dedicata alla tanto eroica quanto inutile carica.
- I Pearls Before Swine di Tom Rapp dedicano nel 1968 l'album Balaklava all'omonima battaglia.
- Nel film La notte dell'aquila (The eagle has landed), l'ammiraglio tedesco Wilhelm Canaris ironizza sul piano elaborato per rapire Winston Churchill in questo modo: «Al confronto, persino la carica dei 600 appare una ragionata operazione militare».
- Vi è inoltre una poesia di Alfred Tennyson intitolata proprio La carica della brigata leggera:

- In una storia fuori serie di Dylan Dog intitolata Totentanz, l'Indagatore dell'Incubo si trova a conversare con il fantasma di un militare presente all'evento. Il graduato gli spiega di aver ricevuto un'apparizione che lo aveva messo in guardia e gli aveva consigliato di non mandare gli uomini alla carica, ma anche che quella «donna, o madonna (...) aveva sbagliato tenda», scambiando un semplice sergente per il generale alla guida dell'attacco.
- La canzone Il Fantasma del ziu Gaetan di Davide Van De Sfroos contiene l'apparizione del fantasma di un soldato che aveva partecipato alla battaglia.
- Nel film The Blind Side tra le tracce del compito di Michael vi è la poesia di Tennyson sulla Battaglia di Balaklava.
- In un episodio de "Le Storie" di Sergio Bonelli Editore intitolato appunto "Balaklava" dedicato alla carica dei 600 si ipotizza addirittura un intervento del Diavolo a condizionare le sorti della battaglia.
- Nel libro "A me le guardie!" di Terry Pratchett, viene citato in una ipotetica classifica di eroiche manovre militari.